# グロービジョン
グロービジョン株式会社（英: Glovision Inc.）は、東京都新宿区南元町に本社を置く日本の企業。主に映画や海外ドラマの日本語吹き替えや字幕の制作、アニメーションのアフレコ作業、DVD制作などポストプロダクション業務を手がけるほか、映像・音響スタジオを運営している。株式会社KADOKAWAの完全子会社。日本音声製作者連盟正会員。

## 沿革
1963年8月8日創業。
2000年に日本ヘラルド映画の完全子会社となる。その後は日本ヘラルド映画が吸収合併などされたことで、現在は株式会社KADOKAWAの完全子会社となっている。
テレビアニメ『サザエさん』をはじめ、海外ドラマ『刑事コロンボ』シリーズなど、数多くのアニメーションや外国作品の字幕・吹替え業務などを担当する。

## 年表
- 1963年 - 東京都千代田区麹町に設立
- 1965年 - 新宿区南元町3の若越ビル（現・GSビル）に録音スタジオを開設する
- 1969年 - アニメ『サザエさん』の音声制作開始
- 1972年 - 外国ドラマ『刑事コロンボ』音声制作開始
- 1979年 - 新宿区信濃町33の真生会館ビル2Fにビデオ編集スタジオを開設
- 1984年 - NHKドキュメンタリー番組の日本語版制作を開始。『サッチャー回顧録』がNHK衛星放送局長賞を受賞
- 1985年 -  外国ドラマ『白バイ野郎ジョン&パンチ』の音声制作・配給
- 1993年 - ビデオ編集スタジオをデジタル化
- 1995年 - 氷上のミュージカル・ショー『ディズニー・オン・アイス』音声制作を担当
- 1997年 - GSビル（旧・若越ビル）を取得
- 2000年 - 日本ヘラルド映画株式会社（現・株式会社KADOKAWA）の完全子会社となる
- 2001年 - 大阪のテーマパーク『ユニバーサル・スタジオ・ジャパン』各種アトラクション音声制作を担当
- 2002年 - 『ロード・オブ・ザ・リング』劇場用日本語吹替版制作
- 2003年 - 録音スタジオ及びビデオ編集スタジオを改築増設
- 2004年 - 韓国ドラマ『宮廷女官チャングムの誓い』他の制作開始
- 2006年 - ビデオ第2編集スタジオをハイフリッドHD編集室に改修
- 2008年 - 7.1ch・24p対応ダビングスタジオ完成（第5スタジオ）ビデオ第1編集スタジオをHD化、全てのビデオ編集室をHD化
- 2010年 - 第1録音スタジオ改装、デジタル化
- 2015年 - 千代田区九段北2に九段スタジオを開設。
- 2023年 - 老朽化に伴う本社・GSビルの改装工事に着手。

## 録音スタジオ
信濃町スタジオ
本社に併設。
2016年頃、九段スタジオの開設に伴い閉鎖された。
スタジオロビーの1階には、閉鎖まで約48年間経営していたカフェがあった。
九段スタジオ
2015年6月1日、千代田区九段北2に開設。以降は録音・映像編集の業務を同スタジオに集約している。
ドルビーアトモスに対応することを主な目的として建設。
2017年、グッドデザイン賞を受賞。

## 主な字幕・吹替制作実績

### 長編映画・ドラマ
劇場公開作品
- ロード・オブ・ザ・リング三部作（吹替）
- 80デイズ（吹替）
- エイリアンVSプレデター（吹替）
- AVP2（吹替）
- レーシング・ストライプス（吹替）
- 名犬ラッシー（吹替）
- モンスター・ハウス（吹替）
- HACHI 約束の犬（吹替）
- マーリー 世界一おバカな犬が教えてくれたこと（吹替）
- 特攻野郎Aチーム（吹替）
- ソーシャル・ネットワーク（吹替）
- キャプテン・フィリップス（吹替）
- ブラック・パンサー（吹替）
- ジュマンジ/ウェルカム・トゥ・ジャングル（吹替）
- 空海-KU-KAI- 美しき王妃の謎（吹替）
- ツイスターズ（吹替）

機内上映作品
- ネバーセイ・ネバーアゲイン（吹替）
- 風と共に去りぬ（吹替）

NHK
- 世紀の冤罪 ドミニシ事件
- 対決
- トム・ジョーンズの冒険
- オデュッセイア
- 野望の階段
- フェニックスと魔法のじゅうたん
- オリバー・ツイスト
- ジャンヌ・ダルク

日本テレビ
- チャーリーとチョコレート工場
- Shall We ダンス?
- ギャング・オブ・ニューヨーク
- ドリヴン
- マスク
- スターリングラード
- 15ミニッツ
- ペイバック
- 陪審員
- エニイ・ギブン・サンデー
- ジョーズ2
- 荒鷲の要塞 ※旧録版、新録版の追録部分
- ジャッカルの日
- スターリングラード
- バニシングin60″
- 沈黙の陰謀
- ペイバック
- シノーラ
- ロマンシング・ストーン 秘宝の谷
- ベン・ハー
- ホーム・アローン3
- パラサイト 半地下の家族
- ローマの休日 ※2022年版
- バック・トゥ・ザ・フューチャーシリーズ（「PART3」は日本テレビ版1を除く）[注 1]

フジテレビ
- バイオハザード
- バイオハザードII アポカリプス
- マネー・トレイン
- セブン・イヤーズ・イン・チベット
- TAXi2
- カットスロート・アイランド
- トゥー・ブラザーズ
- ターミネーター2
- ダーククリスタル
- バッドボーイズ
- ザ・インターネット
- プレデター
- ランボー
- ランボー/怒りの脱出
- ラスト・アクション・ヒーロー
- ウォール街
- ボイス
- セブン
- 遊星からの物体X
- 氷の微笑
- カラーズ 天使の消えた街
- クリフハンガー
- 戦略大作戦
- バック・トゥ・ザ・フューチャー
- ラビリンス/魔王の迷宮
- ヤングガン
- スターゲイト
- バックドラフト
- ポリス・ストーリー/香港国際警察
- ブルース・ブラザース
- 刑事ジョー ママにお手上げ
- カジュアリティーズ
- ハード・ターゲット
- ポルターガイスト2
- スリー・リバーズ
- わたしは目撃者
- エイセス/大空の誓い
- ナイトホークス

テレビ朝日
- アート・オブ・ウォー
- セルラー
- トランスポーター
- インソムニア
- NYPD15分署
- ワイルドシングス
- 13デイズ
- アクシデンタル・スパイ
- ジュマンジ
- デイライト
- サドン・デス
- ラスト・ボーイスカウト
- 絶体×絶命
- ザ・プレイヤー
- ドラキュラ
- コクーン
- バック・トゥ・ザ・フューチャーシリーズ
- バックドラフト
- トレマーズ
- サイボーグ
- ミッドナイト・ラン ※ムービープラス追録分も担当
- ネイビー・シールズ
- フランケンシュタイン
- デモリションマン
- ゴリラ
- キンダガートン・コップ
- ケープ・フィアー
- ジャッカルの日
- ペイバック
- 激突!
- ワイルドシングス
- エクスカリバー
- 絞殺魔
- ナイトホークス

TBS
- 2010年
- ハワード・ザ・ダック/暗黒魔王の陰謀
- キング・オブ・デストロイヤー/コナンPART2
- ザ・パッケージ/暴かれた陰謀

テレビ東京
- アラン・ドロン/私刑警察
- プラトーン
- ブレイド2
- ブレイド3
- ヴァン・ダム IN コヨーテ
- 悪女の構図
- 地獄の戦線
- インソムニア

WOWOW
- 生存者
- 海底2万マイル
- マーク・トウェインの思い出
- ファン・アンド・ファンシー・フリー
- ボクはむく犬
- 若草物語

ビデオ・DVD
- アート・オブ・ウォー
- デス・ゲーム2025
- ブレイド2
- ボブ・クレイン 快楽を知ったTVスター
- ロード・オブ・ザ・リング三部作 特別版
- サイレントヒル
- サルサ/灼熱のふたり
- ミリオンダラー・ベイビー
- アビエイター
- 弾突 DANTOTSU
- シャドウ・オブ・ヴァンパイア
- リコシェ/炎の銃弾 ※VHS版
- ヴァン・ダム IN コヨーテ
- ワンス・アポン・ア・タイム・イン・アメリカ ※VHS版
- アレキサンダー
- ラビリンス
- マイ・ボディガード
- 誰にでも秘密がある
- 世界最速のインディアン
- 地獄の黙示録 特別完全版
- K-19
- ナバロンの要塞
- ナバロンの嵐
- 遠すぎた橋
- 甘い人生
- 華氏911
- 墨攻
- テキサス・チェーンソー
- ラスト・コンサート
- タクシードライバー
- シルミド
- ヴィレッジ
- 始皇帝暗殺
- リトル・ダンサー
- 夕陽のガンマン
- サイダーハウス・ルール
- 恋する神父
- 美しき野獣
- グエムル-漢江の怪物-
- 母なる証明
- メダリオン
- I love ペッカー
- F.R.A.T./戦慄の武装警察
- ジム・キャリーのエースにおまかせ!
- 悪魔たち、天使たち
- クイック&デッド
- 沈黙の報復
- トゥー・ブラザーズ
- NYPD15分署
- インソムニア

### ドキュメンタリー
NHK
- ニュルンベルク裁判
- アウシュビッツ
- 世論操作の天才 ゲッベルス
- ダーウィンの悪夢
- 進化・生命の奇蹟（8回シリーズ）
- ツタンカーメン一族の謎
- アメリカ被爆兵士の告発
- 生殖医療はどこまで認められるか
- 自由へのトンネル～ベルリン
- サバン症候群・自閉症の天才たち
- コンゴ 最後の大自然
- ウォーレン委員会
- 伝説のアメリカン・スポーツ・ヒーロー
- 人類初の宇宙飛行士はだれ?
- エッシャー だまし絵の世界
- ホワイトハウスとPLO
- ハリウッドの真実（3回シリーズ）
- アンネの日記
- コソボ紛争
- ベトナム戦争が生んだ子供たち
- アンドラーシュ・シフが語る ショパン
- クレムリンの特殊部隊
- アームストロングの素晴らしき世界
- 太陽系の旅
- 何でもビジュアル図鑑
- 歴史探険
- マラリアとの闘い
- ドイツ統一の舞台裏
- ハリウッドとペンタゴン

ディスカバリーチャンネル
- アニマル・プラネットシリーズ
- もうひとつのダ・ヴィンチ・コード
- 香港映画スタントマン
- 火星移住計画
- iPod革命
- フューチャー・ウェポン

DVD/CSほか
- マリア・シャラポワ/素顔のままで
- 驚異の恐竜王国
- 幻の民・ケルト人
- ウォーキングwithダイナソー
- 驚異の大自然～生き物たちの地球～
- アッテンボローの鳥の世界
- 地球伝説
- 五木寛之の百寺巡礼
- 日本霊山紀行
- 世界の国立公園
- 中国博物館
- 日本列島 鉄道の旅
- デアゴスティーニ版 世界遺産
- 世界の豪華鉄道

### テレビドラマシリーズ
NHK
- イ・サン
- 太王四神記
- 宮廷女官チャングムの誓い
- チャームド 〜魔女3姉妹〜
- オールイン 運命の愛
- 大西部の女医ドクタークイン
- 美しき日々
- クッキ 〜菊熙〜
- 刑事コロンボ
- ホテル・バビロン
- ドクター・フー

テレビ朝日
- ナイトライダー

WOWOW
- CSI:科学捜査班
- CSI:マイアミ
- CSI:ニューヨーク
- キツネちゃん、何してるの?
- 私の名前はキム・サムスン

AXN
- デッドゾーン

DVD/CSほか
- 新入社員
- スペース・レンジャーズ
- 朱蒙（チュモン）
- 母よ姉よ
- ニュー・ノンストップ
- ひまわり
- ラブストーリー・イン・ハーバード
- 新貴公子
- 真実
- ガラスの靴
- ペインキラー・ジェーン
- コーヒープリンス1号店
- イルジメ

### テレビ情報番組
WOWOW
- ハリウッド・エクスプレス

TVショッピング
- ショップ・ジャパン

LaLaTV
- マーサ・スチュワート・リビング

### プロモーション映像
- チューリッヒ保険 VP各種
- Club Med VP各種

### アニメーション
- 宇宙怪人ゴースト
- スカイキッドブラック魔王
- ドラドラ子猫とチャカチャカ娘
- シャーロットのおくりもの ※LD・VHS版
- ぞうのババール
- ミラキュラス レディバグ&シャノワール
- 攻略うぉんてっど!〜異世界救います!?〜

## 劇場用長編
- ブラック・ジャック 劇場版
- ジャングル大帝（劇場版）
- 劇場版 K MISSING KINGS
- 劇場版 文豪ストレイドッグス DEAD APPLE
- 映画 この素晴らしい世界に祝福を!紅伝説

## テレビアニメ
1969年
- サザエさん（CX）

1979年
- キャプテン（NTV）
- 親子クラブ（CX）

1990年
- 魔法少女レインボーブライト（NHK-BS）

2003年
- 一騎当千（UHF）

2004年
- DAN DOH!!（TX）
- ビューティフル ジョー（TX）

2005年
- プレイボール（UHF）

2006年
- ゼロの使い魔（UHF）

2008年
- スレイヤーズEVOLUTION（TX）
- 護くんに女神の祝福を!（UHF）
- ご愁傷さま二ノ宮くん（UHF）
- セキレイ（UHF）

2009年
- スレイヤーズEVOLUTION-R (AT-X)
- かなめも（TX）
- アスラクライン（UHF）
- 鋼殻のレギオス（UHF）
- そらのおとしもの（UHF）

2010年
- 伝説の勇者の伝説（TX）
- 侵略!イカ娘（TX）
- FORTUNE ARTERIAL 赤い約束（TX）
- おまもりひまり（UHF）
- そらのおとしものf（UHF）

2011年
- これはゾンビですか?（UHF）
- BLOOD-C（MBS-JNN）
- DOG DAYS（UHF）
- R-15（UHF）
- 侵略!?イカ娘（TX）
- いつか天魔の黒ウサギ（UHF）
- マケン姫っ!（UHF）

2012年
- これはゾンビですか? オブ・ザ・デッド（UHF）
- Another（UHF）

2015年
- 新妹魔王の契約者（UHF）

2016年
- ぼのぼの（CX）
- 文豪ストレイドッグス

2017年
- はじめてのギャル
- アクションヒロイン チアフルーツ
- aiseki MOGOL GIRL

2018年
- バジリスク 〜桜花忍法帖〜
- ポプテピピック
- 刀使ノ巫女

2019年
- 盾の勇者の成り上がり
- 賢者の孫
- 旗揚!けものみち

2020年
- ギャルと恐竜
- トニカクカワイイ

2021年
- プレイタの傷
- 回復術士のやり直し
- 進化の実〜知らないうちに勝ち組人生〜
- 世界最高の暗殺者、異世界貴族に転生する

2022年
- リーマンズクラブ
- Extreme Hearts

2023年
- 久保さんは僕を許さない
- 彼女が公爵邸に行った理由
- 好きな子がめがねを忘れた
- わたしの幸せな結婚

## DVD
- となかいロビー

### ファミリー向け番組
NHK
- リトル・ロボット
- フィンブルズ

バイアコム
- オール・ザット!
- キーナン&ケル
- ロメオ!
- インベーダー・ジム
- ぼんじゅ～ル!イボン
- ぼくらバックヤーディガンズ

DVD/CSほか
- SNOOPY THE MUSICAL（字幕）
- テレタビーズ
- きかせて!ピンキー ゆかいなお話
- おもちゃの国のノディ
- リトル プリンセス
- きかせて!世界のものがたり

### ゲームソフトウェア
マイクロソフト
- Fable II
- Fable III
- Alan Wake
- HALOシリーズ（HALO1を除く）
- KAMEO
- PDZ

エレクトロニック・アーツ
- ロード・オブ・ザ・リング/王の帰還
- ロード・オブ・ザ・リング/中つ国第三紀

### イベント
ディズニー・オン・アイス（95年～）
- 美女と野獣
- 白雪姫
- リトル・マーメイド
- トイ・ストーリー

ユニバーサル・スタジオ・ジャパン アトラクション日本語版
- スペース・ファンタジー・ザ・ライド
- アメージング・アドベンチャー・オブ・スパイダーマン・ザ・ライド 4K3D
- ターミネーター 2:3-D
- ジュラシック・パーク・ザ・ライド

## 関連人物

### 音響監督・吹替演出
- 左近允洋
- 吉田啓介
- 岡本知
- 壷井正
- 本吉伊都子
- 百瀬浩二
- 安江誠
- 桐川亜紀
- 横田知加子
- 鐘江徹

### 録音技師
- 安部雅博
- 黒崎裕樹
- 藤田寛大
- 村越直